# Amt Salmünster
Das Amt Salmünster (nach Burg Stolzenberg zeitweise auch Amt Stolzenberg) war eine Gerichts- und Verwaltungseinheit des geistlichen Fürstentums Fulda und des Fürstentums Nassau-Oranien-Fulda sowie im Kurfürstentum Hessen.

## Geschichte

### Fulda
Das Kirchspiel Salmünster und das wohl deckungsgleiche Zent Salmünster umfasste ursprünglich einen weitaus größeren Bereich als das spätere Amt. Durch Kolonisation und die Ausprägung verschiedener Grundherrschaften spaltete sich im Hochmittelalter das Gericht Ulmbach, das Amt Steinau und das Gericht bzw. die Herrschaft Aufenau ab. Das Hochstift Fulda begründete seine Ansprüche auf das Amt Salmünster mit einer Schenkung Karls des Großen. Die betreffende Urkunde ist jedoch eine Fälschung aus dem 12. Jahrhundert. In Wirklichkeit erwarb Fulda das Gebiet rechts der Kinzig im Jahr 900 durch Tausch mit einem Grafen Stephan und die Stadt Salmünster 909 durch einen Tausch mit dem Bistum Mainz gegen Massenheim. Zur Sicherung der fuldischen Exklave wurde die Burg Stolzenberg erbaut, die auch Amtssitz war. In der Stadt Salmünster selbst gab es einen Amtskeller. Das Gericht Salmünster war Reichslehen und wurde 1320 durch Fulda und die Ritter von Jossa, die damals Ortsvögte waren, angekauft. 1320 erwarb das Stift Fulda das Vogtei- und das Zentgericht von Gyso, Gerhard und Konrad von Jossa, verpfändete das Amt aber bereits im Folgejahr an Gyso von Jossa. Um 1327 wurde das Pfand eingelöst und 1328 verpfändete der Fuldaer Abt einen Teil der Einnahmen des Amtes an Friedrich und Frowin von Hutten. Vor 1340 erfolgte eine Verpfändung des Amtes an die Herren von Hoelin und vor 1375 erneut an die von Hutten. 1540 verpfändeten die von Hutten einen Teil des Amtes an das Hochstift Mainz. Als Fulda die Verpfändung 1624 aufkündigte besaß Mainz 4/5 des Amtes und von Hutten der Rest. Es kam aber zunächst nicht zu einer Einlösung der Pfandschaft, da man sich über die Ablösesumme nicht einig wurde. Der Streit wurde letztlich durch das Reichskammergericht entschieden. Am 4. Mai 1734 kam der Mainzer Anteil zurück nach Fulda, 1742 auch der huttensche Anteil.

### Fürstentum Nassau-Oranien-Fulda
Das Fürstentum Nassau-Oranien-Fulda entstand aufgrund des Reichsdeputationshauptschlusses 1803. In Bezug auf die Rechtsprechung und Verwaltung wurde mit der Landesherrlichen Verordnung die Ober= und Ämter betrefffend vom 8. Januar 1803 eine Neuorganisation der bestehenden Ämter vorgenommen. Das Amt Salmünster blieb zunächst unverändert. Das Amt trug nun die Bezeichnung eines Amtes III. Klasse. Durch Bekanntmachung vom 22. März 1805 wurde das Amt Uerzell und das Amt Sannerz aufgehoben und dem Amt Salmünster zugeordnet.

### Großherzogtum Frankfurt
1806 wurde das Fürstentum Nassau-Oranien-Fulda französisch besetzt und 1810 Teil des Großherzogtums Frankfurt. In der Franzosenzeit gehörte das Amt als Distriktsmairie Salmünster zum Departement Fulda, an der Struktur änderte sich nichts (siehe hierzu Gerichtsorganisation im Großherzogtum Frankfurt). Insbesondere die Trennung der Rechtsprechung von der Verwaltung wurde nicht eingeführt. 1810 erfolgte ein Gebietstausch des Großherzogtums Frankfurt mit dem Großherzogtum Hessen (Hessen-Darmstadt). Hessen-Darmstadt erhielt die Stadt Herbstein. Im Gegenzug erhielt das Großherzogtum Frankfurt fünf Dörfer des Huttengrundes: Eckardroth, Kerbersdorf, Romsthal, Wahlert und Katholisch-Willenroth, die dem Amt Salmünster zugeordnet wurden.

### Kurhessen
Gemäß der Schlussakte des Wiener Kongresses vom 9. Juli 1815 ging das Amt an das Königreich Preußen über. Dieses übertrug das Amt am 16. Oktober 1815 an das Kurfürstentum Hessen. Das Amt Salmünster umfasste die im Süden des Großherzogtums Frankfurt liegenden Exklaven, war also räumlich identisch mit der Distriktsmairie im Großherzogtum Frankfurt. Es umfasste: Ahl, Eckardroth, Herolz, Kerbersdorf, Romsthal, Salmünster, Sannerz, Sarrod, Soden, Ürzell, Ulmbach, Wahlert, Weiperz und Katholisch-Willenroth. 1822 wurde die Trennung der Rechtsprechung von der Verwaltung vorgenommen. Die Verwaltungsfunktionen gingen auf den Kreis Salmünster über, die Gerichtsfunktion auf das Justizamt Salmünster.

## Umfang
Das Amt umfasste am Ende des Alten Reiches die Städte Salmünster und Soden und das Dorf Ahl sowie Salz (heute in Bad Soden aufgegangen). Zum Zentgericht gehörten auch die Dörfer des „Huttischen Grundes“ und Marborn.

## Persönlichkeiten
- Oberamtmann Severin Freiherr von Borie (1800)
- Amtsvogt Jakob Braun (1800)